# Oceanisch gebied

De ecoregio's van het Oceanisch gebied

Het Oceanisch gebied is een ecozone zoals deze door het WWF gehanteerd worden in hun definities van de ecoregio's van onze planeet. De prefix van de WWF-code is OC.
De ecozone omvat een aantal eilanden in het gebied van de Stille Oceaan.
Bijvoorbeeld Hawaï heeft de ecoregio's:
- OC0106 - Tropisch regenwoud van Hawaï
- OC0202 - Tropische droge wouden van Hawaï
- OC0701 - Hoog tropisch struweel van Hawaï
- OC0702 - Laag tropisch struweel van Hawaï
- OC0703 - Struweel van Noordwest-Hawaï